# Vaire-Arcier
Vaire-Arcier era una comuna francesa situada en el departamento de Doubs, de la región de Borgoña-Franco Condado, que el 1 de enero de 2016 fue suprimida al fusionarse con la comuna de Vaire-le-Petit, formando la comuna nueva de Vaire.

## Demografía
| Gráfica de evolución demográfica de Vaire-Arcier entre 1800 y 2014 |
|                                                                    |

Los datos demográficos contemplados en este gráfico de la comuna de Vaire-Arcier se han cogido de 1800 a 1999 de la página francesa EHESS/Cassini, y los demás datos de la página del INSEE.